# 段路明
段路明（1972年8月—），安徽桐城人，量子信息学家。现清华大学教授、中国科学院院士。

## 生平
段路明于1990年毕业于桐城中学，并保送中国科学技术大学。他先后于1994年、1998年获中科大学士、博士学位，师从郭光灿院士。1999年赴奥地利因斯布鲁克大学从事博士后研究。2001年，29岁的段路明晋升教授、博士生导师，成为当时中科大最年轻的博导。2003年赴美国密歇根大学任助理教授。2007年获终身教职。2012年出任密大费米讲席教授。2018年全职回到中国，任教于清华大学交叉信息研究院，担任清华大学基础科学讲席教授、姚期智讲座教授。
段路明是美国物理学会会士（2009年）、中国科学院院士（2023年），并曾获得过斯隆研究奖（2004年）、海外华人物理学会杰出研究奖（2005年）等奖项。